# Dolichognatha ducke
Dolichognatha ducke là một loài nhện trong họ Tetragnathidae.
Loài này thuộc chi Dolichognatha. Dolichognatha ducke được miêu tả năm 1993 bởi Lise.